# Chrząszczówka
Chrząszczówka – wieś sołecka  w Polsce położona w województwie mazowieckim, w powiecie otwockim, w gminie Kołbiel.
Wieś królewska położona była w drugiej połowie XVI wieku w powiecie garwolińskim  ziemi czerskiej województwa mazowieckiego. W latach 1975–1998 miejscowość administracyjnie należała do województwa siedleckiego.
Wierni Kościoła rzymskokatolickiego należą do parafii Świętej Trójcy w Kołbieli.